# Okefenokee

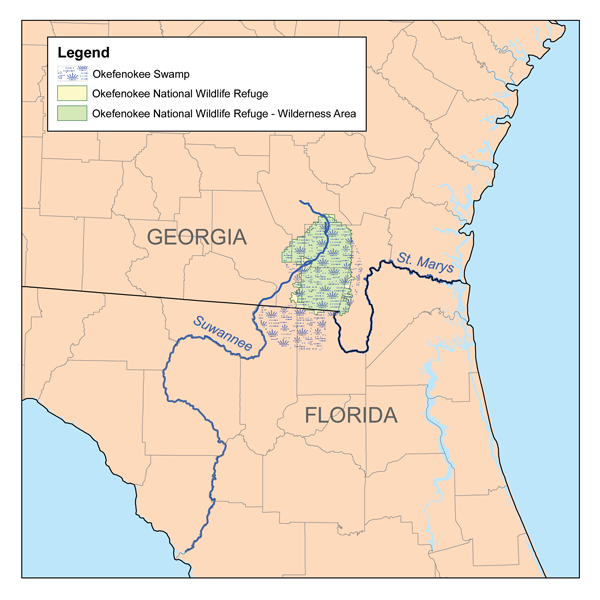
Okefenokees geografiska placering.

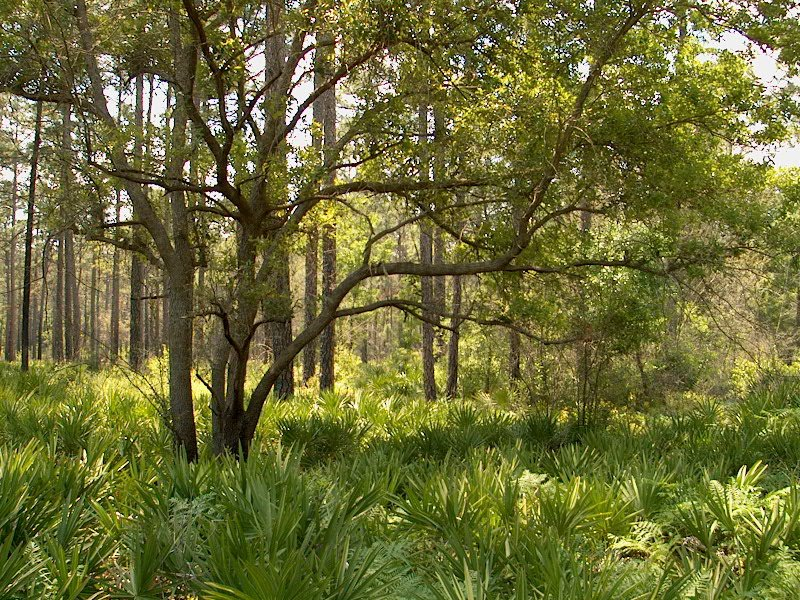
Okefenokee om våren.

Okefenokee är en träskmark som ligger på gränsen mellan Georgia och Florida i sydöstra USA. Dess yta är ca 1600 km² och där finns mycket torv, dessutom finns även bland annat köttätande växter, giftiga ormar och mississippialligatorer. Merparten av träsket är naturskyddat inom Okefenokee National Wildlife Refuge samt Okefenokee Wilderness. Floden Suwannee börjar i träsket.